# Rotterdamse Schouwburg

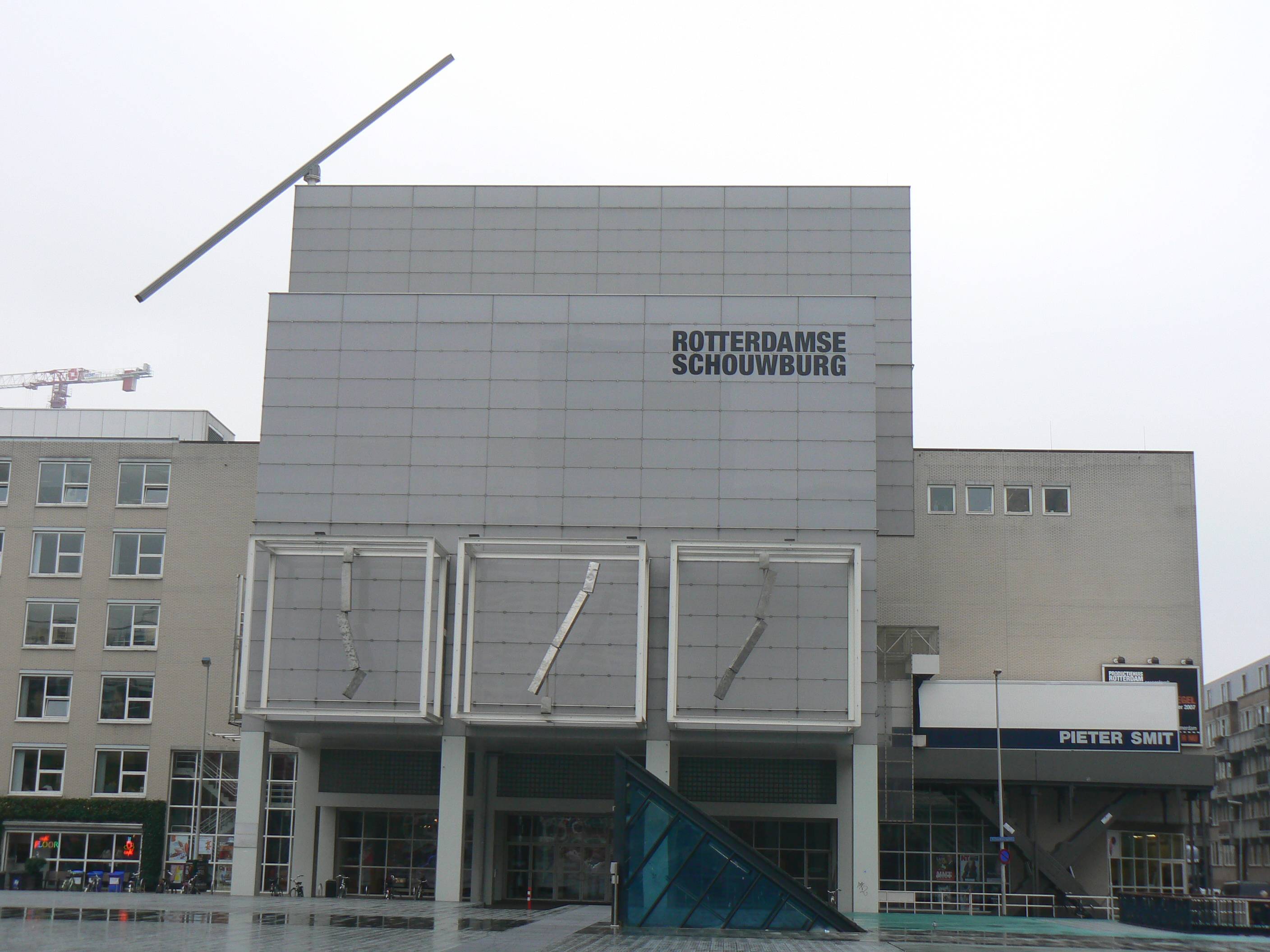
Rotterdamse Schouwburg

De Rotterdamse Schouwburg is een theatergebouw aan het Schouwburgplein 25, in het centrum van Rotterdam. Het gebouw werd geopend op 15 april 1988 en is sinds 2017 het onderkomen van toneelgezelschap Theater Rotterdam.

## Geschiedenis

### Groote Schouwburg

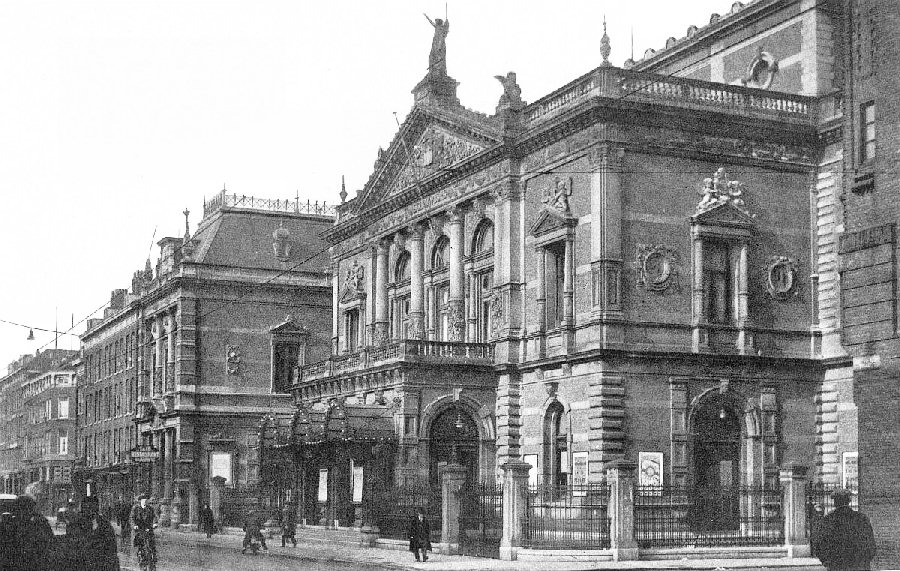
Rotterdamse Schouwburg in de Aert van Nesstraat, foto uit 1930.

In 1887 werd aan de Aert van Nesstraat een schouwburg geopend met de naam "Groote Schouwburg". Het gebouw had 1250 zitplaatsen en was gebouwd in neoclassicistische stijl. De vereniging "Verenigde Rotterdamse Toneellisten" speelde in het gebouw. Dit gezelschap speelde overwegend nieuwe Nederlandse stukken, waaronder Vorstenschool van Multatuli en Boefje van Marie Joseph Brusse.
De toeschouwersaantallen liepen na de Eerste Wereldoorlog sterk terug. Hierom fuseerde de groep met het Hofstadtoneel uit Den Haag. In 1938 werd de groep echter opgeheven; de Rotterdammers zouden nog te weinig de eigen identiteit herkennen in de groep.

### Noodgebouw

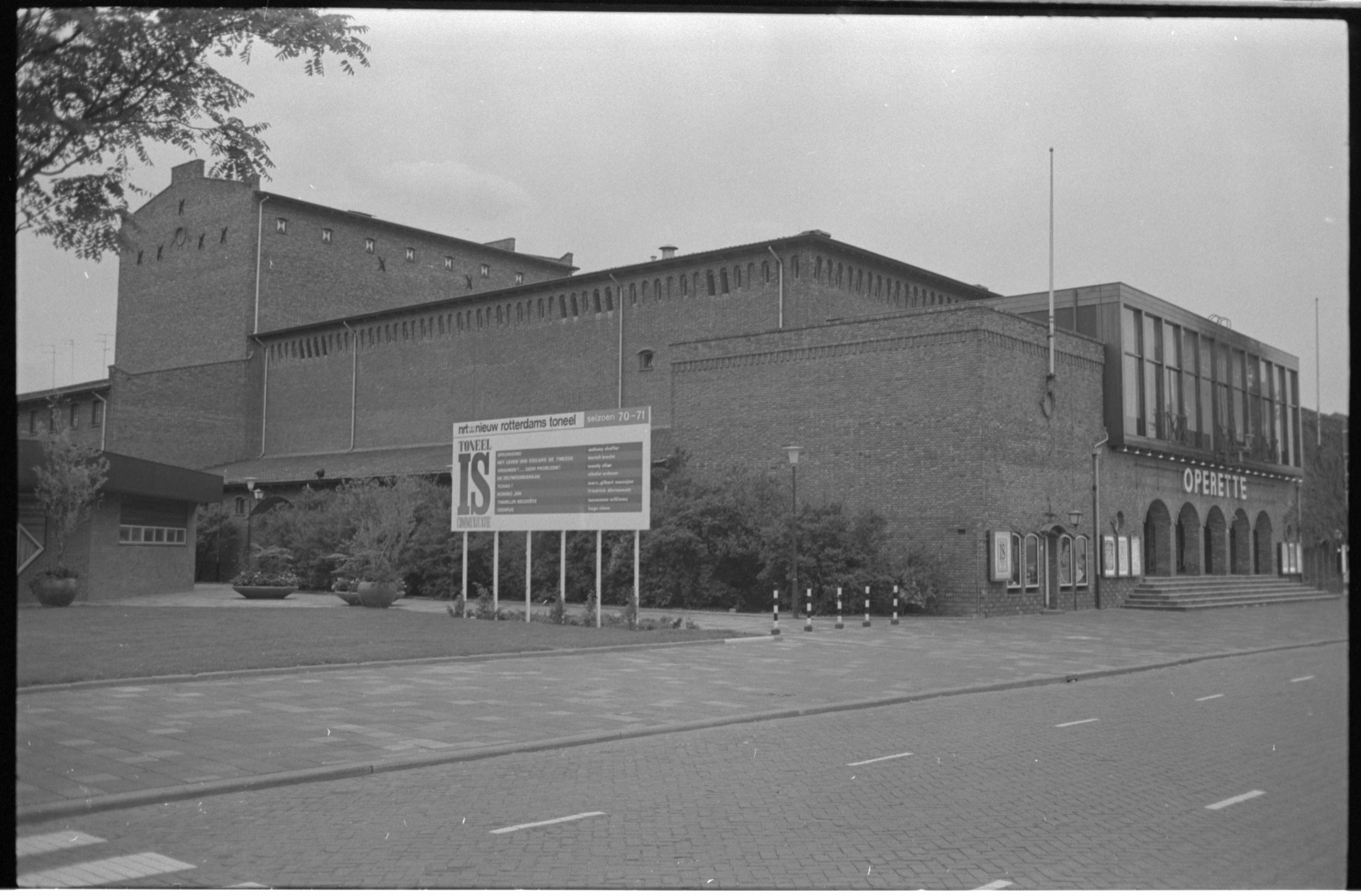
Rotterdamse Schouwburg uit 1947

Het bombardement op Rotterdam op 14 mei 1940 en de brand die dit bombardement veroorzaakte, vernietigden een groot deel van de binnenstad, waaronder de Groote Schouwburg. Eind 1941 begon de bouw van een nieuwe schouwburg, die in 1947 werd opgeleverd. Dit gebouw beschikte over 1000 zitplaatsen. Op 10 januari 1947 werd de eerste productie opgevoerd door het gezelschap Stichting Amsterdams Rotterdams Tooneel, afgekort tot START.
Omdat de faciliteiten, het podium en de akoestiek van het gebouw niet voldeden aan de eisen van de gebruikers, werd in 1984 besloten dat het noodgebouw vervangen moest worden door nieuwbouw. Voor het vervangen van het gebouw werd er tijdelijk uitgeweken naar Hal 4 aan de Watertorenweg in Rotterdam.

### Huidig gebouw
In 1988 opende de nieuwbouw, ontworpen door Wim Quist. De eerste voorstelling, op 15 april van dat jaar, was Pol, gebaseerd op het boek van Willem van Iependaal.
In de wandeling wordt het gebouw van Quist wel 'de kist van Quist' genoemɖ